# Griechische Freiwilligen-Garde
Die Griechische Freiwilligen-Garde (serbisch Грчка Добровољачка Гарда Grčka Dobrovoljačka Garda, kurz ГДГ/GDG; griechisch Ελληνική Εθελοντική Φρουρά, kurz ΕΕΦ) war eine paramilitärische Freischar, die seit 1992 im Bosnienkrieg auf der Seite der Armee der Republika Srpske kämpfte. Ihr Hauptquartier lag in Vlasenica. Sie bestand aus etwa 100 griechischen Söldnern und Freiwilligen, von denen einige auch Mitglieder der griechischen rechtsextremen Partei Chrysi Avgi (Goldene Morgenröte) gewesen sein sollen. Im Frühjahr 1995 wurde die Griechische Freiwilligen-Garde in das 5. Drina-Korps der Armee der Republika Srpske integriert und war mit dem Korps vor und während des Massakers von Srebrenica vor Ort.

## Geschichte

### Hintergrund
Während des Bosnienkrieges positionierten sich große Teile der griechischen Öffentlichkeit auf der Seite der Serben. Unterstützt wurde diese Haltung durch die Berichterstattung des damals populären Privatsenders Mega Channel der auch über die Eroberung der Enklave Srebrenica durch serbische Truppen berichtete. Im September 1995 wurden fünf Angehörige der GFG vom bosnischen Serbenführer Radovan Karadžić mit dem Orden des Weißen Adlers ausgezeichnet.
Neben der Griechischen Freiwilligen-Garde kämpften insgesamt etwa 4.000 ausländische Kämpfer orthodoxen Glaubens im Bosnienkrieg an der Seite ihrer serbischen Glaubensbrüder. Bei der Belagerung von Sarajevo 1992 kämpften rumänische und ukrainische Freiwillige sowie 1993 bis 1994 auch russische Freiwillige unter dem Kommando von Alexander Shkrabov. Allein etwa 700 Russen kämpften für die bosnisch-serbische Armee, so dass zwei Armeeeinheiten gebildet wurden. Die militärisch effektivste Einheit waren die Zaristischen Wölfe unter dem Kommando von Alexander Mukharev, mit einer Kompanie Kosaken unter Alexander Zagrebov. Eine weitere russische Einheit wurde im September 1992 bei Višegrad von Valery Vlasenko gegründet und ebenfalls eine von Alexander Alexandrov.

### Beteiligung an Kriegsverbrechen
Im Frühjahr 1995 wurde die Griechische Freiwilligen-Garde in das 5. Drina-Korps der Armee der Republika Srpske integriert und war mit dem Korps vor und während des Massakers von Srebrenica vor Ort. Auf Veranlassung von Ratko Mladić hissten Angehörige eine griechische Flagge über der Stadt. Ausgelöst durch das Medieninteresse am zehnten Jahrestag des Massakers 2005 prangerten 163 Akademiker und Journalisten die in der griechischen Öffentlichkeit ausgedrückte Solidarität mit dem Milošević-Regime an und forderte eine Entschuldigung des griechischen Staates bei den Opfern des Massakers und ihren Angehörigen. Die daraufhin von der griechischen Regierung in Aussicht gestellte Untersuchung der Beteiligung der Griechischen Freiwilligen-Garde an dem Massaker und die signalisierte Zusammenarbeit mit dem Internationalen Strafgerichtshof für das ehemalige Jugoslawien blieb ohne Folge. Bis heute hat keine griechische Regierung die Geschehnisse in Srebrenica verurteilt oder strafrechtliche Ermittlungen gegen die Beteiligten eingeleitet.

## Uniformierung
Die Angehörigen der GFG trugen in der Regel die Strichtarn-Kampfanzüge der Armee der Republika Srpske mit den entsprechenden Hoheitszeichen. Daneben trugen sie am linken Arm eine schwarze Armbinde mit dem Abzeichen der GFG.

## Bekannte Angehörige
- Kyriakos Katharios, veröffentlichte 2001 (Neuauflage 2007) das Buch „Το ταξίδι του εθελοντή“ (Die freiwillige Reise) und gibt regelmäßig Interviews über die Einheit